# Kirongo Samanga
Kirongo Samanga è una circoscrizione rurale (rural ward) della Tanzania situata nel distretto di Rombo, regione del Kilimangiaro. Conta una popolazione di 14 895 abitanti (censimento 2012).